# Matthieu Vaxiviere
 Matthieu Vaxiviere, né le 3 décembre 1994 à Limoges (Haute-Vienne), est un pilote automobile français.

## Biographie

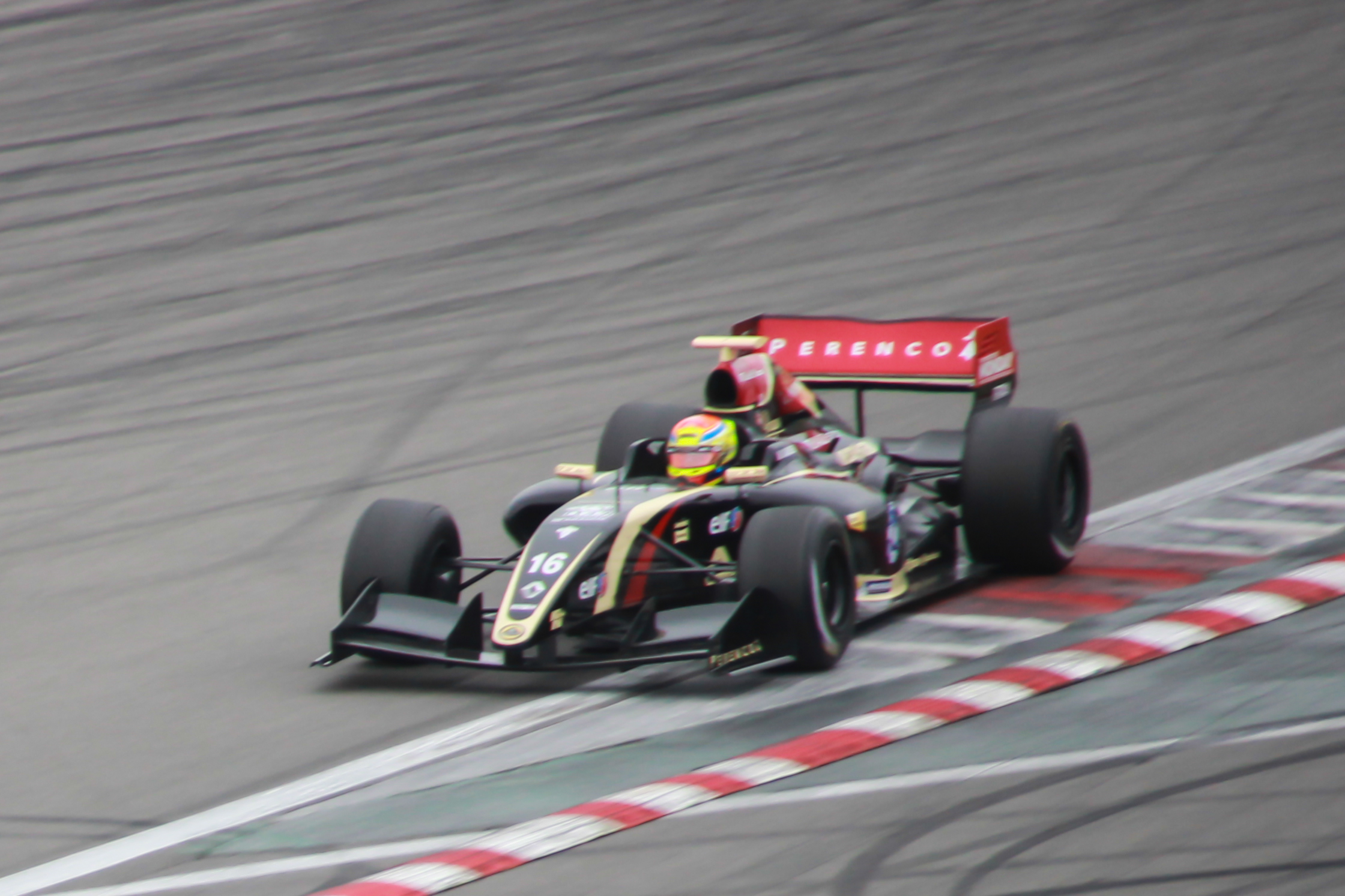
Matthieu Vaxiviere en Formula Renault 3.5 Series en 2014.

Matthieu est le petit-fils de Jean-Pierre Champeau (pilote de rallye vainqueur entre autres du Rallye d'Automne en 1993 en compagnie de Franck Vaxiviere) et il est le neveu de Mark Champeau.
Il gagne en 2011 le Championnat de France F4. En 2014, il a été affecté comme l'un des pilotes de l'équipe Lotus F1 Junior Team, tout en participant à la Formula Renault 3.5 Series. En 2016, il court en Formule V8 3.5 et en  Asian le Mans Series.
Il participe aux 24 Heures du Mans en 2017, dans la catégorie LMP2. Lors de la première séance de qualification le mercredi soir, il réalise la pole provisoire en 3:29.333. À la cinquième heure de course, lors d'un dépassement en troisième position, il se rabat sur la Ferrari de l'écurie Risi Competizione (catégorie LM GTE Pro) et la percute, causant son abandon. Il est reconnu comme unique responsable de l'accident et est pénalisé d'un drive trough de 7 minutes.
En 2018, en Blancpain GT Series Endurance Cup, il s'impose lors des 3 Heures de Silverstone avec Jake Dennis et Nicki Thiim.
En 2019, aux 24 Heures du Mans, après que son équipage a réalisé la pole position de la catégorie LMP2, il termine l'épreuve en troisième position tout en ayant réalisé le meilleur tour en course en 3:27.611.
En 2023, il remporte l'European Le Mans Series dans la catégorie LMP2 Pro-Am après 5 podiums en 6 courses. Il est sacré aux côtés de François Perrodo au sein de l'équipe italienne AF Corse.

## Carrière Monoplace
| Saison | Discipline                  | Ecurie               | Courses | Victoires | Poles | Podiums | Meilleurs tours | Points | Classement |
| ------ | --------------------------- | -------------------- | ------- | --------- | ----- | ------- | --------------- | ------ | ---------- |
| 2011   | Championnat de France F4    | Signatech            | 14      | 3         | 6     | 10      | 5               | 146    | Champion   |
| 2012   | Formule Renault 2.0 Eurocup | Tech 1 Racing        | 14      | 0         | 0     | 0       | 0               | 1      | 29e        |
| 2012   | Formula Renault 2.0 Alps    | Tech 1 Racing        | 7       | 0         | 0     | 1       | 0               | 29     | 14e        |
| 2013   | Formule Renault 2.0 Eurocup | Tech 1 Racing        | 12      | 2         | 2     | 2       | 2               | 57     | 10e        |
| 2013   | Formula Renault 2.0 Alps    | Tech 1 Racing        | 4       | 0         | 0     | 0       | 0               | 20     | 18e        |
| 2014   | Formule Renault 3.5         | Lotus F1 Junior Team | 13      | 0         | 0     | 2       | 0               | 83     | 8e         |
| 2015   | Formule Renault 3.5         | Lotus F1 Junior Team | 17      | 3         | 5     | 7       | 3               | 234    | 2e         |
| 2016   | Formule V8 3.5              | SMP Racing           | 18      | 2         | 1     | 2       | 7               | 175    | 6e         |
| 2017   | GP3 Series                  | DAMS                 | 4       | 0         | 0     | 0       | 0               | 0      | 22e        |

## Résultats aux 24h du mans
| Année | Voiture           | Équipe                | Équipier                            | Résultat    |
| ----- | ----------------- | --------------------- | ----------------------------------- | ----------- |
| 2017  | Oreca 07          | TDS Racing            | François Perrodo / Emmanuel Collard | Abandon     |
| 2018  | Oreca 07          | TDS Racing            | François Perrodo / Loïc Duval       | Disqualifié |
| 2019  | Oreca 07          | TDS Racing            | François Perrodo / Loïc Duval       | 3e          |
| 2020  | Oreca 07          | Panis Racing          | Julien Canal / Nicolas Jamin        | 3e          |
| 2021  | Alpine Elf Matmut | Alpine Elf Matmut     | Nicolas Lapierre / André Negrão     | 3e          |
| 2022  | Alpine Elf Matmut | Alpine Elf Matmut     | Nicolas Lapierre / André Negrão     | 23e         |
| 2023  | Alpine Elf Team   | Alpine Elf Team       | Charles Milesi / Julien Canal       | 12e         |
| 2024  | Alpine A424       | Alpine Endurance Team | Mick Schumacher / Nicolas Lapierre  | Abandon     |